# Heribert Raab
Heribert Raab (* 16. März 1923 in Bell (Eifel); † 7. Juni 1990 in Corminboeuf) war ein deutscher Historiker. Raab gilt als der wichtigste Görresforscher nach dem Zweiten Weltkrieg. Er erwarb sich bleibende Verdienste um die Fortsetzung der Görres-Gesamtausgabe.

## Leben und Werk
Der Sohn eines Ofenbauers wuchs in Mutterschied im Hunsrück auf. Raab besuchte die Volksschule Mutterschied und dann das Realgymnasium in Simmern. Nach dem Abitur studierte er ab dem Sommersemester 1941 Geschichte, Germanistik und Anglistik an der Universität Marburg an der Lahn. Raab leistete Kriegsdienst, kämpfte an der Ostfront und wurde mehrfach verwundet. Als Offizier geriet er in Breslau in sowjetische Kriegsgefangenschaft. Zum Jahresende 1947 kam er frei. Im Sommersemester 1948 setzte er sein Studium der Geschichte, Philosophie und Pädagogik an der Universität Mainz fort. Seine akademischen Lehrer waren Leo Just, Theodor Schieffer, Heinrich Büttner und Hans Ulrich Instinsky. In Mainz legte er das Staatsexamen ab und wurde 1953 promoviert mit einer Arbeit über die Concordata Nationis Germanicae in der kanonistischen Diskussion des 17. bis 19. Jahrhunderts.
Im Jahre 1955 ging Raab als Stipendiat der Görres-Gesellschaft an das Deutsche Historische Institut in Rom. Er betrieb in den kommenden Jahren für die Habilitationsschrift eingehende Quellenstudien in den Vatikanischen Archiven. In Rom erschloss er vor allem Akten zur rheinischen, südwest- und süddeutschen Geschichte des 18. Jahrhunderts. Im Sommersemester 1960 habilitierte er sich an der Universität Mainz mit einer Arbeit über den wettinischen Kirchenfürsten Clemens Wenzeslaus von Sachsen. Von 1960 bis 1963 war er Wissenschaftlicher Rat in Mainz. Von 1963 bis 1965 hatte er eine viersemestrige Lehrstuhlvertretung für Franz Schnabel an der Universität München. Seit 1965 lehrte er als außerplanmäßiger Professor für Mittlere und Neuere Geschichte wieder in Mainz.
Im Herbst 1967 wurde er auf den Lehrstuhl für Neuere Geschichte an der Universität Freiburg in der Schweiz berufen. Dort lehrte er zunächst als außerordentlicher Professor und von 1971 bis 1990 als ordentlicher Professor. Raab war von 1975 bis 1976 Dekan an der Universität Freiburg. Raab heiratete 1973. Aus der Ehe gingen zwei Kinder hervor. In Freiburg gründete er zwar eine Familie, jedoch wurde er dort nie richtig heimisch. Raab versuchte vergeblich, auf einen Lehrstuhl nach Deutschland zu kommen.
Seine Forschungsschwerpunkte waren das Verhältnis von Kirche und Reich bzw. Staat im frühen 19. Jahrhundert, die Problematik von Katholizismus und Moderne sowie Joseph Görres. Nach Einschätzung des Historikers Urs Altermatt war Raabs Stärke „die Geistes- und Ideengeschichte im Spiegelbild grosser Persönlichkeiten“. Über Görres veröffentlichte er 1978 nicht nur eine Biographie (Ein Leben für Freiheit und Recht) und zahlreiche Studien, sondern gab auch zwei Bände seiner „Gesammelten Schriften“ (Leben und Werk im Urteil seiner Zeit 1776–1876, 1985; Schriften der Straßburger Exilszeit 1824–1827, 1987), heraus. Raab verfasste für das von Hubert Jedin herausgegebene Handbuch der Kirchengeschichte die Beiträge „Der Untergang der Reichskirche in der großen Säkularisation“ und „Staatskirchentum und Aufklärung“.

## Schriften
- Schriftenverzeichnis Heribert Raab. In: Albert Portmann-Tinguely: Kirche, Staat und katholische Wissenschaft in der Neuzeit. Festschrift für Heribert Raab zum 65. Geburtstag (= Quellen und Forschungen aus dem Gebiete der Geschichte. Neue Folge; Band 12). Schöningh, Paderborn u. a. 1988, ISBN 3-506-73262-5, S. 595–608.